# 紳士追殺令 (電視劇)
《紳士追殺令》（英語：The Gentlemen），是一部英美合拍動作喜劇電視劇。該劇是2019年同名電影的衍生外傳，講述一位年輕男子因為繼承家業，發現家中地下有廣闊的大麻園。由蓋·瑞奇主創、編劇和執導，提奥·詹姆斯、卡雅·斯考達里奥、裘莉·李察遜、維尼·瓊斯、丹尼爾·艾格斯、彼得·塞拉菲諾威茨和吉安卡洛·伊坡托主演。
首季於2024年3月7日在Netflix上播出。同年8月宣布續訂第二季。

## 劇情背景
埃迪·霍尼曼（提奥·詹姆斯飾），霍斯特德公爵，從亡父繼承了家業，發現霍斯特德莊園內有非法的大麻園，令他相當意外。因此捲入目前由蘇西·格拉斯(卡雅·斯考達里奥飾)領導的格拉斯家族的犯罪事業中。

## 演員
- 提奥·詹姆斯 飾演 埃迪·霍尼曼（Eddie Horniman）：家業中的Halstead霍斯特德莊園內有非法大麻園、新任霍斯特德公爵[2]。
- 卡雅·斯考達里奥 飾演 蘇西·格拉斯（Susie Glass）：從父親巴比·格拉斯繼承下來，管理種植大麻的事業，與埃迪意外有所交集[3]。
- 裘莉·李察遜（英语：Joely Richardson） 飾演 公爵夫人薩布麗娜·霍尼曼（Lady Sabrina Horniman）：埃迪和弗雷迪的母親[3]。
- 維尼·瓊斯 飾演 傑夫·西科姆（Geoff Seacombe）：霍斯特德莊園的管理者[3]。
- 丹尼爾·艾格斯（英语：Daniel Ings） 飾演 弗雷迪·霍尼曼（Freddy Horniman）：埃迪的哥哥，負債累累[3]。
- 亞歷克西斯·羅德尼（英语：Alexis Rodney）[4]
- 香奈兒·克雷斯維爾（英语：Chanel Cresswell） 飾演 塔米（Tammy）[5]
- 麥斯·比斯利（英语：Max Beesley） 飾演 亨利·科林斯（Henry Collins）[6]
- 哈里·古德溫斯（Harry Goodwins） 飾演 傑克·格拉斯（Jack Glass）[7] ：蘇西·格拉斯的弟弟，是一名拳擊手。
- 魯比·西爾（Ruby Sear） 飾演 加布里埃爾（Gabrielle）[7]
- 彼得·塞拉菲諾威茨（英语：Peter Serafinowicz）[3]
- 吉安卡洛·伊坡托[3]
- 弗雷迪·福克斯[8]
- 雷·溫斯頓 飾演 巴比·格拉斯（Bobby Glass）[9]：是蘇西·格拉斯和傑克·格拉斯的爸爸。目前被關在監獄中。

此外，達爾·薩利姆、皮爾斯·奎格利、潔絲敏·布萊克波羅和麥可·阮（Michael Vu）將會飾演未知常設角色。

## 製作

### 開發
2019年，由蓋·瑞奇執導的動作喜劇電影在院線上映，獲得超過一億票房和整體正面的評價。2020年10月，米拉麥克斯電視宣佈將會製作一部衍生劇集，並由蓋·瑞奇擔任主創，《紳士追殺令》的兩位編劇伊凡·艾金森（Ivan Atkinson）和馬恩·戴維斯（Marn Davies）出任執行製作人。2022年11月，Netflix為該劇開綠燈，宣佈蓋·瑞奇將會同時兼任編劇、導演和執行製作人，並會與馬修·里德（Matthew Read）一同撰寫試播集的劇本，其餘的執行製作人還包括比爾·布洛克、威爾·古爾德（Will Gould）和馬爾克·黑爾維格（Marc Helwig）。2023年11月，該劇釋出片花，並公佈首兩集將會由瑞奇執導。2024年1月，該劇釋出前導預告。

### 選角
該劇於2022年11月獲開綠燈時一併宣佈將會由提奥·詹姆斯擔任主演。同月，維尼·瓊斯、卡雅·斯考達里奥、吉安卡洛·伊坡托、丹尼爾·艾格斯、彼得·塞拉菲諾威茨和亞歷克西斯·羅德尼先後宣佈參演。同年12月，香奈兒·克雷斯維爾加入演員陣容。2023年6月，麥斯·比斯利宣佈參演。同年7月，哈里·古德溫斯（Harry Goodwins）和魯比·西爾（Ruby Sear）宣佈出演常設角色。2024年1月，雷·溫斯頓在前導預告中登場，並與達爾·薩利姆、皮爾斯·奎格利、潔絲敏·布萊克波羅和麥可·阮（Michael Vu）一併宣佈加入演出陣容。

### 拍攝
該劇的主體拍攝於2022年11月7日在英國倫敦展開，隨後移師到英國東南部繼續拍攝，取景地點包括位於格洛斯特郡巴德明頓的巴德明頓莊園，並於2023年6月9日殺青。

## 發行
該劇由Netflix發行，于2024年3月7日首播。

## 外部連結
- 互联网电影数据库（IMDb）上《紳士追殺令》的资料（英文）
- 在Netflix上觀看《紳士追殺令》